# پیشمرگان کرد مسلمان

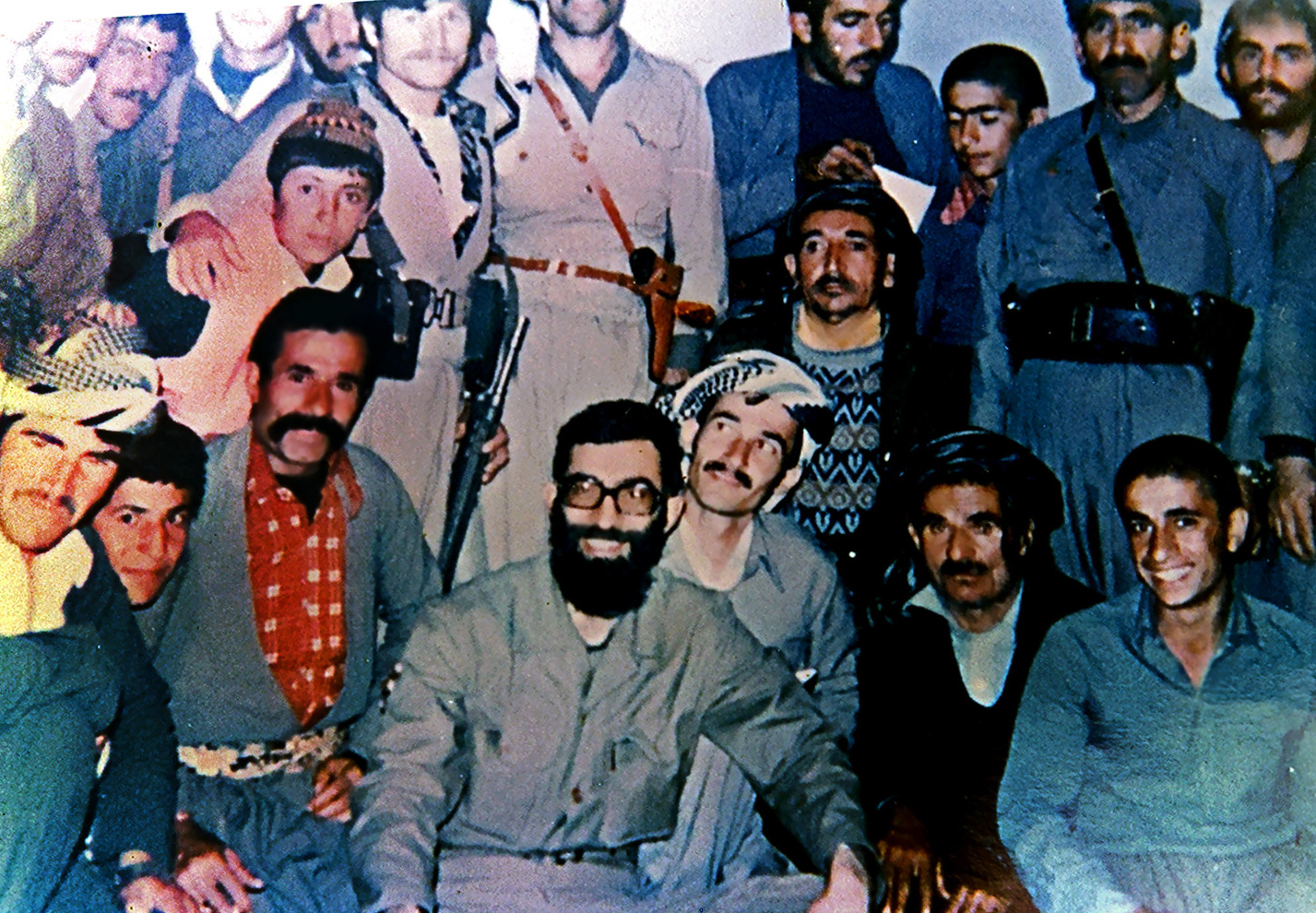
دورهمی سیدعلی خامنه‌ای در جمع پیشمرگان کُرد مسلمان در سال ۵۹، روستای دزلی شهرستان مریوان، استان کردستان

پیشمرگان کرد مسلمان گروهی شبه نظامی است که توسط سپاه پاسداران در جریانِ شورش کُردها در بخش‌های کردنشین ایران در سال ۱۳۵۸ تشکیل شد. سازمان پیشمرگان کُرد مسلمان در بهمن سال ۱۳۵۸ به دنبال سقوط بوکان توسط محمد بروجردی تأسیس شد. اعضای پیشمرگان کُرد مسلمان، از کُردهای بومی شهرها و روستاهای کُردنشین بودند که در کنار سایر نیروهای نظامی علیهٔ احزاب کُرد می‌جنگیدند.
این سازمان در سال‌های ۱۳۵۸ تا ۱۳۶۳ فعالیت می‌کرد و حدود ۱۰۰۰ عضو آن در جریانِ این جنگ‌ها، کشته شده‌اند. اعضای سازمان پیشمرگان کرد مسلمان از سال ۱۳۶۱ به مرور جذب سازمان بسیج شدند. احزاب کُرد در اوایل انقلاب سال ۱۳۵۷ به دنبال خودمختاری و اهداف ملی‌گرایی بودند با آنکه بخش بزرگی از کُردها خواهان استقلال و خودمختاری نبودند.
سازمان پیشمرگان کُرد در آزادسازی شهرهای سنندج، کامیاران، بانه، سقز و بوکان نقش مؤثری داشتند.